# Piquet (jeu de cartes)
 (juillet 2025).
Le piquet est un jeu de cartes qui se joue principalement à deux avec un jeu de 32 cartes.

## Historique
Le piquet est un des plus anciens jeux de cartes à nous être parvenu. Il est mentionné en 1532, sous son ancienne appellation de Cent, par Rabelais dans Gargantua. Il était autrefois joué avec un jeu de 36 cartes, ce n'est qu'à la fin du XVIIe siècle qu'il a été joué uniquement avec le jeu diminué de 32 cartes qui a été créé spécialement pour lui. À l'étranger, ce format est d'ailleurs fréquemment connu sous l'appellation « jeu de piquet ».
Le piquet a pris son essor en France où on a longtemps considéré qu'il y était né puis s'est exporté notamment vers l'Angleterre et l'Allemagne où il a là aussi rencontré le succès. En 1892, lors d'un congrès sur les cartes à jouer ayant lieu à Vienne, il fut déclaré le plus « classique » des jeux de cartes. Sa popularité s'est toutefois effritée au début du XXe siècle et il n'est plus joué que marginalement.

## Règles du jeu

### Ordre des cartes
Les cartes suivent la hiérarchie suivante, de la plus forte à la moins forte :

### Valeur des cartes
L'as vaut 11 points, chaque figure 10 points. Les autres cartes valent le nombre qu'elles indiquent. La valeur des cartes n'est utilisée qu'une seule fois au cours d'un coup : lorsque les joueurs évaluent le point que contient leur jeu (voir plus bas).

### Préparation
Chaque joueur tire une carte, celui qui tire la plus basse devra donner le premier. Les rôles seront inversés à chaque donne suivante. Le donneur mélange les cartes et les fait couper d'au moins deux cartes par son adversaire, il les distribue ensuite par deux ou par trois jusqu'à ce que chacun en ait douze. Ce nombre de deux ou trois devra être respecté pour le reste de la partie à moins d'un accord préalable entre les joueurs.

### L'écart
Le premier joueur écarte de son jeu une à cinq cartes qu'il ne souhaite pas garder ; il est tenu d'en écarter au moins une. Il en pioche autant dans le talon afin d'en avoir toujours douze en main. S'il ne prend pas toutes les cinq cartes auxquelles il a droit, il est autorisé à regarder
celles qu'il laisse au-dessus du talon. Par exemple, s'il en prend trois il jette un coup d'œil aux deux suivantes.
Le dernier à son tour prend autant de cartes qu'il souhaite dans le reste du talon — il reste entre trois et sept cartes selon ce qu'a décidé le premier — après avoir mis de côté le même nombre de ses cartes. Il doit lui aussi en échanger au moins une. S'il choisit d'en laisser il peut les regarder à condition que son adversaire les voie aussi. S'il ne les regarde pas, son adversaire non plus.

### Cartes blanches
Si un joueur n'a reçu lors de la donne aucune figure, on dit qu'il a cartes blanches. Il marque pour cela dix points s'il en fait l'annonce juste avant de faire son écart ; il doit en outre brièvement montrer ses cartes à son adversaire afin que celui-ci vérifie la validité de l'annonce.

### Les annonces
Il s'ensuit alors une phase de déclaration : le premier joueur dit quelles combinaisons il a pu former avec ses cartes, le second lui annonçant à chaque fois s'il en a de meilleures en main.
Ces combinaisons sont au nombre de trois :

#### Le point
Il s'agit des cartes qu'on a en plus grand nombre dans une couleur donnée. Pour déterminer la valeur de son point on additionne la valeur de ses cartes : l'as vaut 11, chaque figure 10, les cartes numériques valent ce qu'elles affichent. Exemple : si un joueur a les cartes suivantes à carreau : A R V 9 7, son point vaut 11 + 10 + 10 + 9 + 7 = 47.
Le joueur ayant le total le plus élevé marque le point, c'est-à-dire qu'il marque autant de points (au pluriel) qu'il y a de cartes constituant son point (au singulier). Dans l'exemple précédent, si le point de 47 est plus élevé que celui du joueur adverse, il rapporte 5 points (car il est composé de cinq cartes) à son détenteur.

#### Les séquences
C'est la suite ininterrompue de cartes dans une même couleur dans cet ordre : as, roi, dame, valet, 10, 9, 8, 7.
Les séquences vont de la tierce à la huitième de la façon suivante :
| Nombre de cartes consécutives | Nom                 | Montant |
| ----------------------------- | ------------------- | ------- |
| 3                             | tierce              | 3       |
| 4                             | quatrième ou quarte | 4       |
| 5                             | cinquième ou quinte | 15      |
| 6                             | sixième             | 16      |
| 7                             | septième            | 17      |
| 8                             | huitième            | 18      |

Il est à noter que deux séquences composées du même nombre de cartes ne se valent pas forcément, on peut les départager par leur hauteur, qui est la carte la plus haute de la séquence. Ainsi une quinte à l'as (appelée également quinte majeure) est plus forte qu'une quinte à la dame.
On nomme aussi respectivement quinzième, seizième, dix-septième et dix-huitième les quinte, sixième, septième et huitième, par analogie avec leur valeur.

#### Trois cartes et quatorze
Il s'agit là des cartes de même hauteur que l'on possède par trois ou par quatre. Ceci ne concerne que les cartes supérieures ou égales au 10. Les 9, 8 et 7 ne sont pas concernés.
Trois cartes rapportent 3 points. Quatre cartes forment ce qu'on appelle un quatorze qui donne, comme son nom l'indique, 14 points.

### La déclaration
La phase de déclaration se déroule comme suit : le premier en cartes commence par donner la valeur de son point. Si son adversaire n'a pas mieux, il lui répond qu'il est bon. Si son point est du même montant, il lui dit qu'il est égal et s'il est supérieur, il lui dit qu'il n'est pas bon sans pour l'instant donner la valeur du sien.
Le premier déclare ensuite sa séquence la plus forte, s'il en possède. Le dernier lui dit alors si elle est bonne ou non en fonction de ce qu'il a en main. S'il possède une séquence de même longueur il fait préciser la hauteur de celle du premier en cartes afin de savoir laquelle est la meilleure. Dans ce dernier cas de figure, si les deux séquences sont de même hauteur elles s'annulent mutuellement.
On procède de la même façon pour les quatorze et les brelans. Un quatorze d'as battant un quatorze de rois, etc. Un quatorze de dix bat trois as, rois, etc.

### Le comptage des annonces
Le premier expose alors les unes après les autres ses combinaisons valides et compte à haute voix les points qu'elles lui ont rapportés. Il joue alors la carte de son choix pour le premier pli et ajoute 1 à son score s'il s'agit d'une carte marquante (voir plus bas le jeu de la carte). Le second à son tour expose ses combinaisons et additionne ses points à voix haute. Notez que c'est à ce moment, juste avant d'exposer ses combinaisons, qu'un joueur ayant cartes blanches compte ses dix points s'il a bien présenté son jeu avant de faire son écart. On n'est toutefois pas obligé de présenter les trois cartes ou les quatorze lorsqu'on les compte, on se contente de préciser quelle est la carte manquante dans un groupe de trois.
Notez qu'en plus de la combinaison la plus forte de son jeu, un joueur peut également ajouter les points donnés par les combinaisons inférieures même si celles-ci sont plus faibles que la séquence la plus forte de l'adversaire.
Par exemple : le premier a annoncé un point de 49, une quatrième majeure et un brelan d'as. Le dernier a un point de 41, une tierce au roi et un quatorze de 10. Le premier compte 5 pour le point, 4 pour la quatrième, il montre également une tierce au valet et ajoute donc 3 points à son total. Il joue sa première carte et accuse donc un score de 13 points. C'est alors que le dernier compte son quatorze de 10 et 3 rois pour un total de 17 points. Il reprend ses cartes en main et joue à son tour.

### Le jeu de la carte

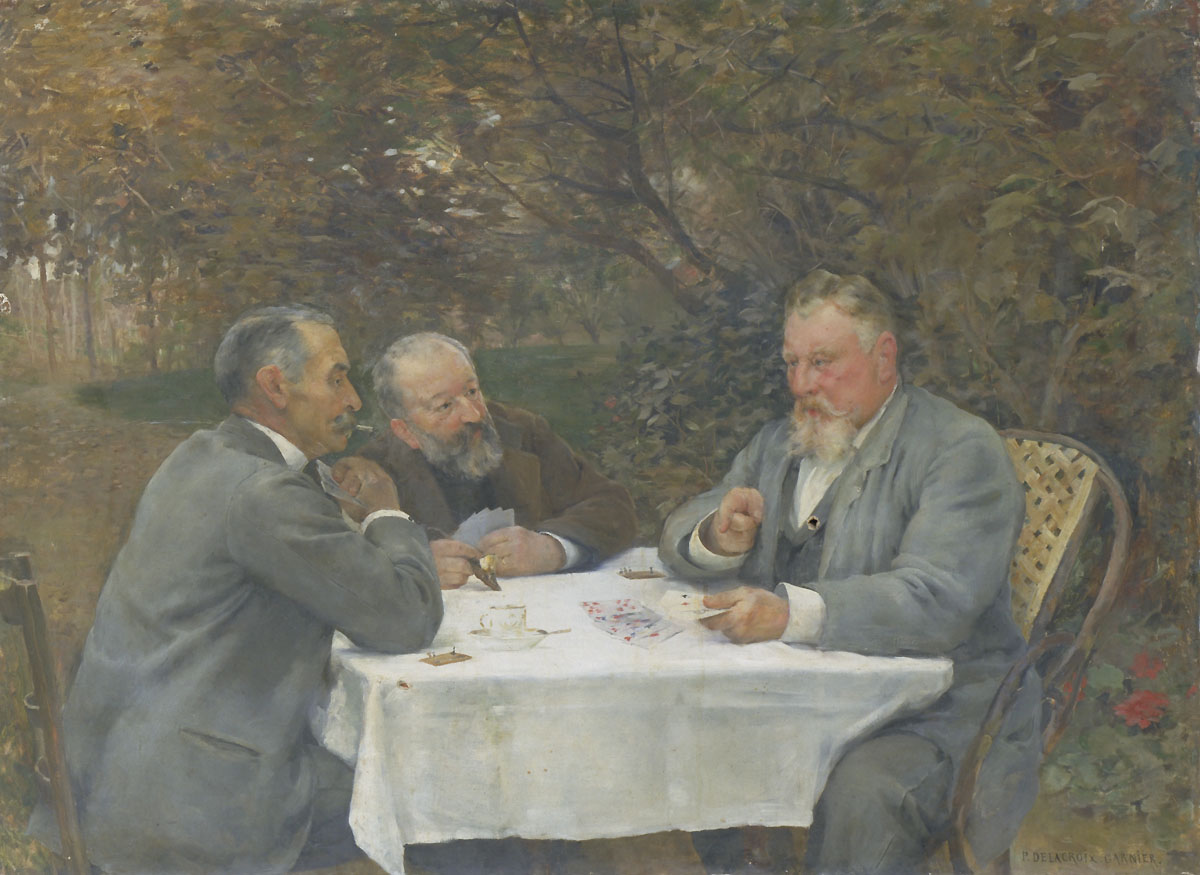
Pauline Delacroix-Garnier, "Quinte et quatorze" ; partie de piquet, huile sur toile,. Musée des Augustins de Toulouse.

Il n'y a pas d'atout au piquet. On doit fournir à la couleur demandée ; on ne peut que se défausser si on n'a pas de carte dans cette couleur. L'ordre des cartes de la plus forte à la moins forte est : as, roi, dame, valet, dix, neuf, huit, sept.
Le joueur qui joue la première carte d'un pli marque 1 point (qu'il ajoute oralement aux points déjà marqués en annonces). On peut également marquer 1 point si on remporte le pli entamé par l'adversaire. On comprend donc que sur une même levée, les deux joueurs peuvent chacun marquer 1 point. Celui qui remporte le dernier pli marque 1 point supplémentaire. Autrement dit, le dernier pli vaut au total deux points.
Le joueur qui a remporté plus de plis que son adversaire marque 10 points pour la carte. Si les plis sont également partagés, personne ne marque quoi que ce soit.

### Les hasards
Ils sont au nombre de trois :

#### Le pic
Lorsqu'un joueur arrive à 30 points sans que son adversaire en ait marqué un seul, il fait pic et marque 30 points supplémentaires qu’il compte directement en annonçant à voix haute 60 et non pas 30.

#### Le repic
Il est similaire au pic sauf qu’il a lieu avant le jeu de la carte. Si un joueur atteint le score de 30 avec ses seules annonces sans que son adversaire n'ait marqué quoi que ce soit, il passe directement à 90 points.

#### Le capot
Le joueur qui remporte les douze plis a mis son adversaire capot, il gagne 40 points au lieu des 10 normalement alloués.

### Le décompte des points
À la fin de chaque donne, le score de chaque joueur est écrit sur une feuille de papier. Chaque joueur recommencera donc à compter de zéro pour la donne suivante. Les scores sont additionnés au fur et à mesure, le gagnant est celui qui atteint le premier le score convenu préalablement, traditionnellement 100.

## Variantes
Il existe une variante pour trois joueurs appelée piquet normand et une variante pour quatre joueurs, le piquet voleur.
Il existe une variante du Piquet dans le Comtat Venaissin, appelée l’Estachin ou piquet des cordonniers, dans laquelle le joueur qui voit ou tourne les cartes de son adversaire perd 70 points.